# Gabi Ashkenazi
Gavriel (Gabi) Ashkenazi (în ebraică גבי אשכנזי‎; n. 25 februarie 1954, Hagor⁠(d), Districtul Central, Israel) este un militar și om politic israelian, general locotenent (în ebraică rav aluf) în rezervă, Între anii 2007-2011 al XIX-lea șef al Marelui Stat Major al armatei israeliene, iar în 2020-2021 ministrul de externe al Israelului în mai 2020-iunie 2021 în cadrul guvernului de rotație Netanyahu-Gantz. Ashkenazi a fost deputat în Knesset din partea coaliției Kahol Lavan lărgite (2019-2020) apoi din 26 martie 2020 din partea partidului Kahol Lavan (fracțiunea Hossen leIsrael) Între anii 2019-2020 a fost președinte al Comisiei de afaceri externe și apărare a Knessetului. Ca sef al statului major al armatei israeliene a condus  operațiunile „Iarnă caldă” și „Plumb turnat”, precum și atacul asupra unui reactor nuclear sirian. 
În perioada iulie 1998 - 2002, generalul Gabi Ashkenazi a fost comandant al Comandamentului de Nord a armatei israeliene.
În 2005-2007 a îndeplinit și funcția de director general al Ministerului apărării al Israelului (2005-2007).

## Biografie
Ca și generalul-locotenent (rez.) Dan Halutz, al XVIII-lea șef al statului major al armatei israeliene,  Ashkenazi s-a născut și a crescut în moshavul (cooperativa agricolă) Hagor din regiuna Șaron  ca fiu al lui Yosef Ashkenazi, evreu sefard originar din Bulgaria, dintre fondatorii așezării și, al Fridei, născută Jamal, originară din Siria.
La 14 ani a fost primit la prestigiosul internat militar din Tel Aviv afiliat liceului „Herzliya” .

### Activitea sa militară în Brigada Golani
Ashkenazi a servit între anii 1972-1988 în Brigada Golani. În rândurile ei a participat la Războiul de Yom Kipur, pe frontul din Sinai, apoi în iulie 1976 la Operația Entebbe de salvare a ostaticilor israelieni capturați de un comando terorist germano-palestinian în Uganda. A fost rănit în timpul participării sale active în Operația Litani în sudul Libanului și și-a întrerupt pentru doi ani serviciul militar. Ulterior a fost adjunct al comandantului brigăzii Golani, în care calitate a comandat trupele care au capturat în Războiul din Liban din 1982 fortul Beaufort și orașele Nabatieh și Jabel Baruk, apoi a fost promovat la comanda brigăzii Golani.

### În Comandamentul de nord
Între anii 1988 - 2000 colonelul Ashkenazi a servit în Comandamentul de nord al armatei, întâi comandant al unității de informații a frontului de nord și șef al unității de legătură responsabil cu administrația civilă a teritoriului ocupat de armata israeliană în sudul Libanului, apoi, ca general-maior, între 1998-2002 comandant al armatei de nord, a fost nevoit, contra opiniilor sale (Ashkenazi a căutat să-l convingă pe primul-ministru Ehud Barak pentru retragere negociată în prealabil cu Siria și nu una spontană și unilaterală) să comande în anul 2000 retragerea rapidă unilaterală, decisă de guvernul Ehud Barak, a trupelor israeliene din  „centura de securitate” din sudul Libanului.

### Șef al serviciului operativ al armatei
Între 2002 - 2005 a fost numit comandant al serviciului operativ al armatei, în care calitate a trebuit să găsească un răspuns eficient atentatelor teroriste din cadrul  „Intifadei el Aqsa”. A fost însărcinat cu zidirea barierei de apărare care separă teritoriul propriu zis al Israelului de așezările arabe din Cisiordania,  și menită să pună capat infiltrării de atentatori arabi, inclusiv sinucigași. În mai 2005, nefiind ales ca șef al marelui stat major de administrația Ariel Sharon, care l-a preferat pe generalul de aviație Dan Halutz, Gabi Ashkenazi a cerut să fie trecut în rezervă.

### La Ministerul Apărării, apoi la comanda armatei
In 2005 noul ministru al apărării, laburistul Amir Peretz l-a numit director general al Ministerului apărării. Ajutorul său a fost în mod special de folos ministrului in cursul celui de-al doilea război din Liban în iulie 2006. După ce șeful statului major, generalul Dan Halutz a fost nevoit să-și dea demisia în urma defecțiunilor ivite în desfășurarea acestui război, la 14 februarie 2007 ministrul Amir Peretz l-a propus pe Gabi Ashkenazi ca șef al Marelui Stat Major cu gradul de general locotenent. În această funcție, generalul Ashkenazi a condus mai târziu operația „Plumb turnat”  destinată să oprească miile de tiruri de rachete lansate asupra Israelului din regiunea Gaza aflată sub controlul islamiștilor palestineni fundamentaliști (din mișcările teroriste Hamas și Jihad Islamic), în ianuarie 2009 
La 14 februarie 2011 generalul Gabi Ashkenazi a predat fanionul de comandant al armatei israeliene noului șef al Marelui Stat Major, generalul Beni Gantz

### Studii
Gabi Ashkenazi posedă licența în științe politice (B.A.) de la Universitatea din Haifa, master (M.A.) în adniministrație de la Școala de business a Universității Harvard și și-a completat studiile militare la Colegiul de comandă și stat major al Universității Marinei americane (în engleză : the U.S. Marine Corps University's Command and Staff College).

### Afacerea Harpaz
Generalul Ashkenazi s-a aflat în trecut în centrul unui scandal legat de apariția în anul 2010 a unui document falsificat, preparat de către unul din aghiotanții săi, Boaz Harpaz, și destinat să compromită alegerea generalului Yoav Galant, candidatul favorit al ministrului apărării de atunci Ehud Barak, ca succesor al său în funcția de șef al statului major. În 2012 consilierul juridic al guvernului a deschis o anchetă penală contra lui Ashkenazi și a soției sale. 
În cele din urmă, din alte motive, nelegate de această afacere, generalul Galant a trebuit să renunțe de a mai candida la conducerea armatei.
În ianuarie 2016 consilierul juridic al guvernului a închis dosarele de anchetă penală contra lui Gabi Ashkenazi și a soției sale, menționând însă că Ashkenazi și oameni din biroul său s-au ocupat cu strângerea de informații în scopul defăimării ministrului apărării Ehud Barak și a apropiaților acestuia.  

### În viața civilă
În noiembrie 2011 Ashkenazi a devenit președintele companiei Shemen Oil and Gas Explorations Ltd. implicată in explorări de hidrocarburați. 
De asemenea după februarie 2012 a fost președintele (fără salariu) al Fondului filantropic Rashi.

### Viața particulară
Gabi Ashkenazi locuiește în orașul Kfar Sava, este căsătorit cu Ronit și are doi copii, Gali și Itay.
Fratele său mai mic este generalul de brigadă (în ebraică ; Tat aluf) Avi Ashkenazi.

### Cariera politică
La 21 februarie 2019, în ajunul încheierii înregistrării listelor candidaților pentru alegerile parlamentare din martie 2019 Ashkenazi a anunțat alăturarea sa la partidul Hosen leIsrael (Trăinicie Israelului) si apoi a fost printre inițiatorii creării coaliției de centru Albastru Alb (Kahol Lavan) sub conducerea lui Beni Gantz.
Ashkenazi a fost poziționat ca al patrulea pe lista noii coaliții de opoziție, după Beni Gantz, liderul partidului Hossen leIsrael, Yair Lapid, liderul partidului Yesh Atid (Avem un viitor) și Moshe Yaalon, liderul partidului Telem. Gantz, Yaalon și Ashkenazi au fost toți trei șefi ai Statului major al armatei israeliene, Yaalon fiind la un moment dat și ministru al apărării în guvernul Netanyahu.
După alegeri Ashkenazi a devenit președinte al Comisiei Knessetului pentru afaceri externe și apărare.

## Onoruri
- Legiunea de Onoare a armatei americane în grad de Comandant Șef (în engleză Chief Commander of the Legion of Merit)